# جوایز آکادمی فیلم کوتاه ایران
جوایز آکادمی فیلم کوتاه ایران که با نام جوایز ایسفا نیز شناخته می‌شود، یک جایزه سینمایی است که هر ساله در ایران و توسط انجمن فیلم کوتاه ایران -یکی از اصناف خانه سینمای ایران- برگزار می‌شود. این رخداد نخستین بار در سال ۱۳۸۶ تحت عنوان جشن مستقل فیلم کوتاه ایران در دوران ریاست کمال فرهنگ بر هیئت مدیره انجمن فیلم کوتاه ایران برگزار شد.  

## تاریخچه
جایزه بهترین فیلم کوتاه سال از دومین دوره جشن بزرگ سینمای ایران اهدا می‌شد و این روند تا دوره دهم ادامه داشت. در سال ۱۳۸۶ خانه سینما تصمیم گرفت سه جایزه بهترین فیلم کوتاه، بهترین فیلم مستند و بهترین فیلم انیمیشن را از جشن بزرگ خانه سینما حذف کند و از اصناف آنها خواست تا جشنی مستقل در همان ایام جشن اصلی برگزار و جوایزی در شاخه‌های مختلف به برگزیدگان خود اهدا کند. بدین ترتیب از آن سال انتخاب و داوری فیلم‌ها توسط انجمن فیلم کوتاه انجام و مدیریت شده‌ است. دبیران هر دوره از جوایز آکادمی فیلم کوتاه ایران توسط هیئت مدیره انجمن فیلم کوتاه ایران انتخاب می‌شوند. تاکنون افرادی چون امیرعلی اعلایی، شهرام مکری، مجید برزگر، مسعود امینی تیرانی نیما عباس‌پور، امیر توده‌روستا، پیمان نهان‌قدرتی ، آرمین ایثاریان، علیرضا قاسمی،  مرجان اشرفی‌زاده، اسماعیل منصف، امیررضا جلالیان مسئولیت دبیری جوایز آکادمی فیلم کوتاه ایران را به عهده داشته‌اند. به دلیل مکانیسم داوری و انتخاب فیلم‌ها که با رای اعضای صنف فیلم‌ کوتاه صورت می‌پذیرد و همچنین عدم وابستگی این مراسم به ارگان‌های دولتی، جوایز آکادمی فیلم کوتاه ایران معتبرترین جایزه در حوزه فیلم کوتاه در کشور محسوب می‌شود. دوره پانزدهم جوایز آکادمی ایسفا، به دبیری هادی معنوی پور در سال ۱۴۰۴ در حال برگزاری است.

## هیئت مؤسس آکادمی ایسفا
تاکنون ۱۲ دوره از ۱۴ دوره جوایز ایسفا توسط آکادمی ایسفا برگزار شده‌است. آکادمی ایسفا در سال ۱۳۸۸ تأسیس شد اما از آنجاکه هیچ‌یک از جشن‌های خانه سینما در آن سال به دلیل وقایع مرتبط به انتخابات ریاست جمهوری برگزار نشد، نخستین بار در سال ۱۳۸۹ و در سومین جشن مستقل فیلم کوتاه فعالیت خود را آغاز کرد. نقی نعمتی، بیژن میرباقری، سعید پوراسماعیلی، شهرام مکری، امیرعلی اعلایی، نیما عباس‌پور، آرش رصافی و مجید برزگر اعضای هیئت مؤسس این آکادمی هستند. نخستین دبیر آکادمی ایسفا امیرعلی اعلایی و مدیر هماهنگی جشن فیلم کوتاه آن سال نیز به عهده شهرام مکری بود. اعضای آکادمی شامل کسانی است که حائز شرایط برای عضویت در آکادمی باشند.

## نشان ایسفا
این نشان یک جام جهان نماست که با دو ورقه برنز و با خط میخی تزئین شده و برگرفته از منشور ملل کورش است و هر سال در اختتامیه جوایز آکادمی فیلم کوتاه ایران به یکی از مفاخر سینمای ایران اهدا می‌شود. این نشان در دومین دوره به عباس کیارستمی اهدا شده و از آن پس هر سال به یکی از سینماگران سرشناس ایرانی تعلق می‌گیرد. این نشان تاکنون پس از عباس کیارستمی به ترتیب به افرادی چون ناصر تقوایی (۱۳۸۹)، رخشان بنی‌اعتماد (۱۳۹۰)، کیانوش عیاری (۱۳۹۳)، بهرام بیضایی (۱۳۹۴)، خسرو سینایی (۱۳۹۵)، امیر نادری (۱۳۹۶)، سهراب شهید ثالث (۱۳۹۷)، پرویز کیمیاوی (۱۳۹۸)، داریوش مهرجویی ، آربی آوانسیان، سوسن تسلیمی، شیدا قره‌چه‌داغی اهدا شده‌است. لازم است ذکر شود که نشان ایسفای متعلق به سهراب شهید ثالث هم‌اکنون در بخش فیلم کوتاه موزه سینما نگهداری می‌شود.
| دوره دوم      | دوره سوم    | دوره چهارم      | دوره پنجم    | دوره ششم     | دوره هفتم   | دوره هشتم  | دوره نهم       | دوره دهم      | دوره یازدهم    | دوره دوازدهم  | دوره‌ سیزدهم | دوره چهاردهم   |
| ------------- | ----------- | --------------- | ------------ | ------------ | ----------- | ---------- | -------------- | ------------- | -------------- | ------------- | ----------- | -------------- |
| عباس کیارستمی | ناصر تقوایی | رخشان بنی‌اعتماد | کیانوش عیاری | بهرام بیضایی | خسرو سینایی | امیر نادری | سهراب شهیدثالث | پرویز کیمیاوی | داریوش مهرجویی | آربی آوانسیان | سوسن تسلیمی | شیدا قره‌چه‌داغی |

## حواشی
محمدمهدی اسماعیلی (وزیر فرهنگ و ارشاد وقت)،‌به دلیل پوستر سیزدهمین دوره جوایز آکادمی فیلم کوتاه ایران (ایسفا)، دستور به توقف برگزاری آن داد. در پوستر این رویداد از عکس سوسن تسلیمی در فیلم «مرگ یزدگرد» استفاده شده بود. ایسفا، برگزیدگان سیزدهمین دوره جوایز آکادمی را  به صورت مجازی اعلام کرد.

## برندگان جوایز ادوار
جایزه بهترین فیلم کوتاه سال از دومین دوره جشن بزرگ سینمای ایران، به جوایز اضافه شد و تا سال ۱۳۸۵ و دهمین دوره جشن ادامه یافت.
| دوره             | فیلم                               | برگزیده            |
| ---------------- | ---------------------------------- | ------------------ |
| جشن دوم (۱۳۷۷)   | گردش سایه‌ها                        | مظفر شیدایی        |
| جشن سوم (۱۳۷۸)   | راننده شخصی                        | محمد علی معصوم‌دوست |
| جشن چهارم (۱۳۷۹) | توپ                                | علیرضا سعادت‌نیا    |
| جشن پنجم (۱۳۸۰)  | سینما سگ                           | شاهد احمدلو        |
| جشن ششم: (۱۳۸۱)  | دریا                               | دانش اقباشاوی      |
| جشن هفتم (۱۳۸۲)  | به طعم خاک                         | شهرام شاه‌حسینی     |
| جشن هشتم (۱۳۸۳)  | روایت مرگ نازلی از زبان جن‌گیر عاشق | جواد امامی         |
| جشن نهم (۱۳۸۴)   | کمی بالاتر                         | مهدی جعفری         |
| جشن دهم (۱۳۸۵)   | تلالو                              | امیر توده‌روستا     |

در دورهٔ نخست و دوره دوم جشن ایسفا، مسئولیت برگزاری با مدیر هماهنگ‌کننده بوده‌ است. در دورهٔ سوم با تأسیس آکادمی ایسفا مدیر هماهنگ‌کننده، در کنار دبیر آکادمی مسئولیت آن را برعهده داشت. از دورهٔ چهارم مدیر هماهنگی و دبیر آکادمی به عنوان یک مسئولیت واحد درآمد و عنوان دبیر به آن اطلاق شد.

### دوره نخست
اولین دوره جشن مستقل فيلم كوتاه (جوایز ایسفا)  توسط انجمن صنفی فیلم کوتاه ایران در سال ١٣٨٦ برگزار شد. در این دوره هنوز آکادمی ایسفا تاسیس نشده و مسئولیت برگزاری با مدیر هماهنگ‌‌‌كننده جشن بود. داریوش یاری این مسئولیت را در دوره اول بر عهده داشت. در دوره اول، جشن تنها عنوان مستقل را داشت و در همان مراسم جشن اصلی سینمای ایران تندیس بهترین فیلم کوتاه اهدا شد.
تندیس بهترین فیلم کوتاه این دوره به  عاطفه خادم‌الرضا برای فیلم «تنگ خالی ماهی» و دیپلم افتخار به فیلم «محدوده دایره» شهرام مکری تعلق گرفت. «روشنایی‌های شهر» آیدا پناهنده، «خواب سرد» پیمان نهان قدرتی و «بوق» روح‌الله مسرور از دیگر نامزدهای تندیس بهترین فیلم کوتاه بودند.

### دوره دوم
| مدیر هماهنگی‌ː محمد شیروانی | مدیر هماهنگی‌ː محمد شیروانی          | مدیر هماهنگی‌ː محمد شیروانی |
| -------------------------- | ----------------------------------- | -------------------------- |
| بخش                        | فیلم                                | برگزیده                    |
| بهترین کارگردانی داستانی   | تاج خروس                            | آیدا پناهنده               |
| بهترین کارگردانی تجربی     | اندوسی                              | شهرام مکری                 |
| بهترین فیلمنامه            | بومرنگ                              | داریوش غریب زاده           |
| بهترین فیلمبرداری          | لطفا ازخط قرمزها فاصله بگیرید/ برفک | کاظم ملایی/ نقی نعمتی      |
| بهترین تدوین               | لطفا ازخط قرمزها فاصله بگیرید       | مجتبی اسماعیل‌زاده          |
| بهترین صدا                 | سنجاقک                              | کاوه قهرمان                |

### دوره سوم
| مدیر هماهنگی‌ː شهرام مكرى دبير آكادمىː اميرعلى اعلايى | مدیر هماهنگی‌ː شهرام مكرى دبير آكادمىː اميرعلى اعلايى | مدیر هماهنگی‌ː شهرام مكرى دبير آكادمىː اميرعلى اعلايى |
| ---------------------------------------------------- | ---------------------------------------------------- | ---------------------------------------------------- |
| بخش                                                  | فیلم                                                 | برگزیده                                              |
| بهترین فیلم                                          | غروب حلزون                                           | آزاد محمدی                                           |
| بهترین کارگردانی داستانی                             | غروب حلزون                                           | آزاد محمدی                                           |
| بهترین کارگردانی تجربی                               | منها                                                 | کاظم ملایی                                           |
| بهترین فیلمنامه                                      | غم‌هاوغریزه‌ها                                         | کریم لک‌زاده                                          |
| بهترین فیلمبرداری                                    | غروب حلزون                                           | محمد رسولی                                           |
| بهترین تدوین                                         | رادیولوژی یک پرتره                                   | میثم صمدی                                            |
| بهترین صدا                                           | رادیولوژی یک پرتره                                   | مهرشاد ملکوتی                                        |

### دوره چهارم
| دبیر آکادمیː مجید برزگر    | دبیر آکادمیː مجید برزگر         | دبیر آکادمیː مجید برزگر |
| -------------------------- | ------------------------------- | ----------------------- |
| بخش                        | فیلم                            | برگزیده                 |
| بهترین کارگردانی داستانی   | شیرتلخ                          | ناصر ضمیری              |
| بهترین کارگردانی تجربی     | نیوزیف                          | محمد اسماعیلی           |
| بهترین فیلمنامه            | بچه وقتی بچه بود                | آناهیتا قزوینی‌زاده      |
| بهترین فیلمبرداری          | دوست داشتم کسی جایی منتظرم باشد | اشکان اشکانی            |
| بهترین تدوین               | نیوزیف                          | مجتبی اسماعیل‌زاده       |
| بهترین صدا                 | نیوزیف                          | بامداد افشار            |
| بهترين طراحي صحنه و لباس   | زمان                            | رضا قادري‌فرد            |
| دیپلم افتخار بهترین بازیگر | کمتر از چند دقيقه               | مجید بهرامی             |

### دوره پنجم
| دبیر آکادمیː نیما عباسپور | دبیر آکادمیː نیما عباسپور | دبیر آکادمیː نیما عباسپور   |
| ------------------------- | ------------------------- | --------------------------- |
| بخش                       | فیلم                      | برگزیده                     |
| بهترین فیلم               | سوزن                      | آناهیتا قزوینی‌زاده          |
| بهترین کارگردانی داستانی  | سوزن                      | آناهیتا قزوینی‌زاده          |
| بهترین کارگردانی تجربی    | اتاقی در نیویورک          | بنیامین هفت لنگ             |
| بهترین فیلمنامه           | سوزن                      | آناهیتا قزوینی‌زاده          |
| بهترین فیلمبرداری         | حذف اضطراری               | سینا کرمانی‌زاده             |
| بهترین تدوین              | حذف اضطراری               | محمد نجاریان                |
| بهترین صدا                | حذف اضطراری               | بهروز عابدینی/ علی ابوالصدق |

### دوره ششم
| دبیر آکادمیː مسعود امینی تیرانی | دبیر آکادمیː مسعود امینی تیرانی | دبیر آکادمیː مسعود امینی تیرانی |
| ------------------------------- | ------------------------------- | ------------------------------- |
| بخش                             | فیلم                            | برگزیده                         |
| بهترین فیلم                     | قمارباز                         | کریم لک‌زاده                     |
| بهترین کارگردانی داستانی        | قمارباز                         | کریم لک‌زاده                     |
| بهترین فیلمنامه                 | قمارباز                         | کریم لک‌زاده                     |
| بهترین فیلمبرداری               | بیماری                          | مرتضی هدایی                     |
| بهترین تدوین                    | قمارباز                         | پویان شعله‌ور                    |
| بهترین صدا                      | روشویی                          | بامداد افشار/محمد کاشانی        |

### دوره هفتم
| دبیر آکادمیː نیما عباسپور | دبیر آکادمیː نیما عباسپور | دبیر آکادمیː نیما عباسپور |
| ------------------------- | ------------------------- | ------------------------- |
| بخش                       | فیلم                      | برگزیده                   |
| بهترین فیلم               | روتوش                     | کاوه مظاهری               |
| بهترین کارگردانی داستانی  | سکوت                      | فرنوش صمدی-علی عسگری      |
| بهترین کارگردانی تجربی    | تنازع                     | مسعود حاتمی               |
| بهترین فیلمنامه اقتباسی   | حفره مشترک                | مهسا ابراهیم‌زادگان        |
| بهترین فیلمنامه           | سبز کله غازی              | آرمان خوانساریان          |
| بهترین فیلمبرداری         | وال‌ها                     | حامد حسینی سنکری          |
| بهترین تدوین              | سگ جون                    | امیر ادیب‌پرور             |
| بهترین صدا                | سه سال وسه ماه و دو روز   | مرتضی محمدی-سلمان ابوذر   |

### دوره هشتم
تا پیش از دوره هشتم تندیس خانه سینما به برگزیدگان اهدا می‌شد اما از این دوره  تندیس شایستگی ایسفا که بعدها تندیس ایسفا نام گذاشته شد، طراحی شد.
| دبیر آکادمیː امیر توده روستا | دبیر آکادمیː امیر توده روستا | دبیر آکادمیː امیر توده روستا |
| ---------------------------- | ---------------------------- | ---------------------------- |
| بخش                          | فیلم                         | برگزیده                      |
| بهترین فیلم                  | حیوان                        | بهرام و بهمن ارک             |
| بهترین کارگردانی داستانی     | حیوان                        | بهرام و بهمن ارک             |
| بهترین کارگردانی تجربی       | هنوز نه                      | آرین وزیردفتری               |
| بهترین فیلمنامه              | حیوان                        | بهرام و بهمن ارک             |
| بهترین فیلمبرداری            | زونا                         | اشکان اشکانی                 |
| بهترین تدوین                 | زونا                         | عماد خدابخش                  |
| بهترین بازیگری               | آرا                          | محمود نظرعلیان               |
| بهترین صدا                   | حیوان                        | محمد مهدی جواهری زاده        |
| بهترین فیلم خارجی            | تایم‌کد                       |                              |

### دوره نهم
| دبیر آکادمیː پیمان نهان قدرتی | دبیر آکادمیː پیمان نهان قدرتی | دبیر آکادمیː پیمان نهان قدرتی |
| ----------------------------- | ----------------------------- | ----------------------------- |
| بخش                           | فیلم                          | برگزیده                       |
| بهترین فیلم                   | بچه‌خور                        | محمد کارت                     |
| بهترین کارگردانی داستانی      | بچه‌خور                        | محمد کارت                     |
| بهترین فیلم خارجی             | The silent child              |                               |
| بهترین فیلمنامه               | مثل بچه آدم                   | آرین وزیردفتری                |
| بهترین فیلمبرداری             | تو هنوز اینجایی               | فرشاد محمدی                   |
| بهترین تدوین                  | موج کوتاه                     | مجتبی اسماعیل‌زاده             |
| بهترین صدا                    | موج کوتاه                     | حسین قورچیان                  |

### دوره دهم
| دبیر آکادمیː آرمین ایثاریان | دبیر آکادمیː آرمین ایثاریان | دبیر آکادمیː آرمین ایثاریان |
| --------------------------- | --------------------------- | --------------------------- |
| بخش                         | فیلم                        | برگزیده                     |
| بهترین فیلم                 | تشریح                       | سیاوش شهابی                 |
| بهترین کارگردانی داستانی    | تشریح                       | سیاوش شهابی                 |
| بهترین فیلمنامه             | تشریح                       | سیاوش شهابی                 |
| بهترین فیلمبرداری           | آیسان                       | فرید طهماسبی                |
| بهترین تدوین                | تشریح                       | عماد خدابخش                 |
| بهترین بازیگر               | تشریح                       | علی ثانی فر                 |
| بهترین صدا                  | تشریح                       | محمدمهدی جواهری‌زاده         |

### دوره یازدهم
در این دوره، جشن مستقل فیلم کوتاه به جوایز ایسفا تغییر نام داد. 
| دبیر آکادمیː علیرضا قاسمی | دبیر آکادمیː علیرضا قاسمی | دبیر آکادمیː علیرضا قاسمی    |
| ------------------------- | ------------------------- | ---------------------------- |
| بخش                       | فیلم                      | برگزیده                      |
| بهترین فیلم               | اسب سفید بالدار           | حمیدرضا زبیر و مهیار ماندگار |
| بهترین کارگردانی داستانی  | اسب سفید بالدار           | مهیار ماندگار                |
| بهترین کارگردانی تجربی    | به سبک زمین               | پیام رضایی                   |
| بهترین فیلمنامه           | وضعیت اورژانسی            | مریم اسمی‌خانی، وحید حسن‌زاده  |
| بهترین فیلمبرداری         | اسب سفید بالدار           | سروش علیزاده                 |
| بهترین تدوین              | بی‌ریختی                   | اسماعیل علیزاده              |
| بهترین صدا                | زوزه‌مرد                   | رامین ابوالصدق، رشید دانشمند |
| بهترین بازیگر             | بی‌ریختی                   | مهدی حسینی‌نیا                |
| بهترین فیلمنامه اقتباسی   | اشغال                     | علی عزیزی                    |
| بهترین موسیقی             | اسب سفید بالدار           | سالار محمد اصغری             |

### دوره دوازدهم
| دبیر آکادمیː مرجان اشرفی‌زاده | دبیر آکادمیː مرجان اشرفی‌زاده | دبیر آکادمیː مرجان اشرفی‌زاده |
| ---------------------------- | ---------------------------- | ---------------------------- |
| بخش                          | فیلم                         | برگزیده                      |
| بهترین فیلم                  | ارفاق                        | سولماز وزیرزاده              |
| بهترین کارگردانی داستانی     | ارفاق                        | رضا نجاتی                    |
| بهترین کارگردانی تجربی       | آداپت                        | کمال کچوئیان                 |
| بهترین فیلمنامه              | ارفاق                        | رضا نجاتی                    |
| بهترین فیلمنامه اقتباسی      | آخرین لالایی در تهران        | محمد وحدانی                  |
| بهترین فیلمبرداری            | آخرین لالایی در تهران        | پویان آقابابایی              |
| بهترین تدوین                 | ارفاق                        | عماد خدابخش                  |
| بهترین صدا                   | هپروت                        | رامین ابوالصدق               |
| بهترین بازیگر                | برای بار دوم                 | شبنم دادخواه                 |
| بهترین موسیقی                | آخرین لالایی در تهران        | اشکان فخاری و سهیل بهنام     |
| بهترین طراحی صحنه            | آخرین لالایی در تهران        | کیوان مقدم                   |

### دوره سیزدهم
| دبیر آکادمیː اسماعیل منصف | دبیر آکادمیː اسماعیل منصف | دبیر آکادمیː اسماعیل منصف |
| ------------------------- | ------------------------- | ------------------------- |
| بخش                       | فیلم                      | برگزیده                   |
| بهترین فیلم               | بی‌بدن                     | ایلحان شاه                |
| بهترین کارگردانی داستانی  | بی‌بدن                     | ساسان خوش‌نیت              |
| بهترین فیلمنامه           | بی‌بدن                     | ساسان خوش‌نیت              |
| بهترین فیلمبرداری         | دریچه                     | محمدرضا جهان‌پناه          |
| بهترین تدوین              | آبی می‌شود                 | پویان شعله‌ور              |
| بهترین صدا                | دندان درخت                | رامین ابوالصدق            |
| بهترین بازیگر             | به خاطر سارا              | پرستو قربانی              |

### دوره چهاردهم
| دبیر آکادمیː امیررضا جلالیان | دبیر آکادمیː امیررضا جلالیان | دبیر آکادمیː امیررضا جلالیان |
| ---------------------------- | ---------------------------- | ---------------------------- |
| بخش                          | فیلم                         | برگزیده                      |
| بهترین فیلم                  | ایتالیانو                    | مهسا حاجی‌کرم، مهدی دواچی     |
| بهترین کارگردانی داستانی     | ایتالیانو                    | مهدی دواچی                   |
| بهترین فیلمنامه              | ایتالیانو                    | مهدی دواچی                   |
| بهترین فیلمبرداری            | اژه                          | مهدی حسینی                   |
| بهترین تدوین                 | ایتالیانو                    | مرجان طبسی                   |
| بهترین صدا                   | ایتالیانو                    | فرزین زند و زهره علی‌اکبری    |
| بهترین موسیقی                | سرریز                        | سارا بیگدلی شاملو            |
| بهترین طراحی هنری            | سرریز                        | محسن نصراللهی                |
| بهترین بازیگر                | گوژپشت                       | مهسا حجازی                   |